# Dipara palauensis
Dipara palauensis är en stekelart som beskrevs av Yoshimoto och Ishii 1965. Dipara palauensis ingår i släktet Dipara och familjen puppglanssteklar. Inga underarter finns listade i Catalogue of Life.